# Корголиев, Корголи Магомедович
Корголи Магомедович Корголиев  (20 сентября 1976, Буртунай, Казбековский район, Дагестанская АССР, РСФСР, СССР) — российский политик,  глава города Хасавюрт с 11 сентября 2020 (врио 7 августа — 11 сентября 2020).

## Биография
Родился 20 сентября 1976 года в селении Буртунай Казбековского района Дагестанской АССР. По национальности – аварец. В 2006 году окончил Дагестанский государственный университет по специальности «Юриспруденция». В 2020 году получил диплом магистра Института государственной службы и управления Российской академии народного хозяйства и государственной службы при Президенте Российской Федерации.

## Трудовая деятельность
- 1998 — 1999 — милиционер специальной роты патрульно-постовой ОМВД по городу Хасавюрту на должность  службы милиции.
- 2005 — 2009 — работал в частных охранных предприятиях
- 2009 — 2015 — работа в МВД
- 2015 — 2016 — начальник отдела по межнациональной политике и связи с общественностью администрации города Хасавюрта.
- 2016 — 04.2017 — заместитель начальника управления связи и информационной безопасности министерства транспорта, энергетики и связи Республики Дагестан.
- 04.2017 — 07.08.2020 – первый заместитель Главы администрации муниципального образования городской округ «город Хасавюрт».
- 07.08.2020 — 11.09.2020 — и. о. Главы муниципального образования городской округ «город Хасавюрт».
- 11.09.2020 — н. в. — Глава муниципального образования городской округ «город Хасавюрт».

## Награды
- Именные часы от Председателя Правительства РФ В. В. Путина (1999)
- Благодарственное письмо от Верховного главнокомандующего ВС РФ В.В. Путина (2000)
- Медаль «За вклад в социально-экономическое развитие Республики Дагестан» (26 апреля 2023) - за достигнутые трудовые успехи и многолетнюю добросовестную работу
- Различные федеральные и региональные ведомственные награды.